# Darrdichte
Die Darrdichte (veraltet auch Darrwichte; etymologisch verwandt mit der Darre)  bezeichnet die durchschnittliche Rohdichte von trockenem Holz, das heißt bei 0 % Holzfeuchte:
{\displaystyle \rho _{\text{darr}}={\frac {m_{\text{trocken}}}{V_{\text{trocken}}}}}
Die durchschnittliche Dichte deshalb, da die Rohdichte zwischen den einzelnen Zuwachszonen (Jahresringe) und einzelnen Bereichen im Holz (z. B. Druckholz, Zugholz) schwankt. Sie schwankt außerdem nicht nur zwischen den Arten, sondern auch mit den Wuchsbedingungen sowie dem Anteil an Früh- und Spätholz.
Die Darrdichte ist damit ein wichtiges Maß zur Angabe der Holzdichte. Ein anderes ist die Raumdichte, das das Volumen des frischen Holzes benutzt, was vor Ort direkt gemessen werden kann und damit die Bestimmung des Wertes erleichtert.
Verwechslungsgefahr besteht zwischen den Begriffen Roh- und Reindichte. Letztere gibt die Dichte der reinen, hohlraumfreien Zellwand an. Die Reindichte liegt bei allen Holzarten relativ konstant bei ca. 1,5 g/cm³.
| Dichtebegriff                                                                             | Wert [g/cm3] |
| ----------------------------------------------------------------------------------------- | ------------ |
| Reindichte (Durchschnitt für alle Hölzer) (für Cellulose 1,6 g/cm3; für Lignin 1,4 g/cm3) | 1,53         |
| Rohdichte                                                                                 | 0,52         |
| Darrdichte                                                                                | 0,49         |
| Raumdichte                                                                                | 0,43         |

## Holzhärte
Die Unterscheidung von Weich- und Hartholz erfolgt anhand dieses Wertes, dessen Herkunft ursprünglich aus dem Zollwesen stammt:
- Hartholz: {\displaystyle \rho _{\text{darr}}>0,55\,\mathrm {g/cm^{3}} (=550\,\mathrm {kg/m^{3}} ).} Die höchste Darrdichte hat Pockholz mit durchschnittlich 1,2 g/cm³ (= 1200 kg/m³).
- Weichholz: {\displaystyle \rho _{\text{darr}}<0,55\mathrm {g/cm^{3}} }. Die geringste Darrdichte hat Balsaholz mit durchschnittlichen Rohdichten von 0,12 bis 0,3 g/cm³ (= 120–300 kg/m³).[3]

Hart- und Weichholz ist demnach nicht wie häufig angenommen mit Laub- und Nadelholz gleichzusetzen.

## Werte ausgewählter Baumarten
| Baumart       | Rohdichte [g/cm3] bei 12 % Wassergehalt (lufttrocken) | Rohdichte [g/cm3] | Darrdichte [g/cm3] |              |
| ------------- | ----------------------------------------------------- | ----------------- | ------------------ | ------------ |
| Balsa         |                                                       |                   | 0,13               | sehr leicht  |
| Schwarzpappel |                                                       |                   | 0,41               | leicht       |
| Weißtanne     |                                                       |                   | 0,41               | leicht       |
| Fichte        | ~0,47                                                 | 0,33 – 0,75       | 0,43               | mäßig leicht |
| Douglasie     |                                                       |                   | 0,47               | mäßig leicht |
| Kiefer        | 0,52                                                  | 0,33 – 0,89       | 0,49               | mäßig leicht |
| Lärche        | 0,60                                                  | 0,44 – 0,85       | 0,55               | mäßig leicht |
| Eiche         | 0,70                                                  | 0,43 – 0,96       | 0,65               | mäßig schwer |
| Buche         | 0,73                                                  | 0,54 – 0,91       | 0,68               | mäßig schwer |
| Hainbuche     |                                                       |                   | 0,79               | schwer       |
| Bongossi      |                                                       |                   | 1,04               | sehr schwer  |
| Pockholz      |                                                       |                   | 1,23               | sehr schwer  |

## Schwimmfähigkeit
Da Wasser eine Dichte von etwa 1 g/cm3 hat und die Holzdichtewerte für die meisten Baumarten darunterliegen, schwimmt Holz, das in Wasser gegeben wird, in der Regel an der Wasseroberfläche. Dies brachte den Menschen wahrscheinlich auf die Idee, die ersten einfachen Holzboote (Einbäume) zu fertigen, und wurde lange Zeit z. B. auch in der Flößerei genutzt, um Holz ohne großen Aufwand über weite Strecken zu transportieren. Es gibt nur wenige Holzarten, die aufgrund ihrer hohen Dichte in Wasser untergehen können, darunter Pockholz.